# Viñuelas
Viñuelas és un municipi de la província de Guadalajara, a la comunitat autònoma de Castella-La Manxa.

## Demografia
| 1991 | 1996 | 2001 | 2004 |
| ---- | ---- | ---- | ---- |
| 188  | 123  | 123  | 118  |

## Personalitats cèlebres
- Alejo Vera y Estaca (1834-1923), pintor[2]